# Apodasmia (Restionaceae)
Apodasmia là một chi thực vật có hoa trong họ Restionaceae.